# Phytoliriomyza imperfecta
Phytoliriomyza imperfecta är en tvåvingeart som först beskrevs av Malloch 1934.  Phytoliriomyza imperfecta ingår i släktet Phytoliriomyza och familjen minerarflugor. Inga underarter finns listade i Catalogue of Life.